# Ставропольский переулок (Санкт-Петербург)
Ставропо́льский переулок — переулок в Центральном районе Санкт-Петербурга. Проходит от Шпалерной улицы до Таврического переулка.

## История
Переулок, формально безымянный, на ряде планов города, в том числе на топосъемке Ленинграда, подписывался как Ставропольский (по городу Ставрополю), унаследовав этот название от площади, восточную границу которой он формирует.
В 2016 году топонимическая комиссия решила придать наименованию «Ставропольский переулок» официальный статус, и в июне 2017 года это название было утверждено постановлением губернатора.

## Примечательные здания
По чётной (западной) стороне переулка находится только одно здание — Кикины палаты.
Нечётная (восточная) сторона также занята всего одним протяжённым зданием — сюда выходят лабораторно-производственные корпуса бывшего здания ЛНИРТИ. С 2126 года здание принадлежит банку «Россия». В переулок выходит корпус, изначально четырёхэтажный, но надстроенный 5-м этажом в 2018—2020 годах (с сохранением архитектурного стиля); по состоянию на 2024 год в этом здании расположено Законодательное собрание Ленинградской области, а также ряд комитетов правительства Ленинградской области.
Ни одно из зданий нумерации по переулку не имеет.

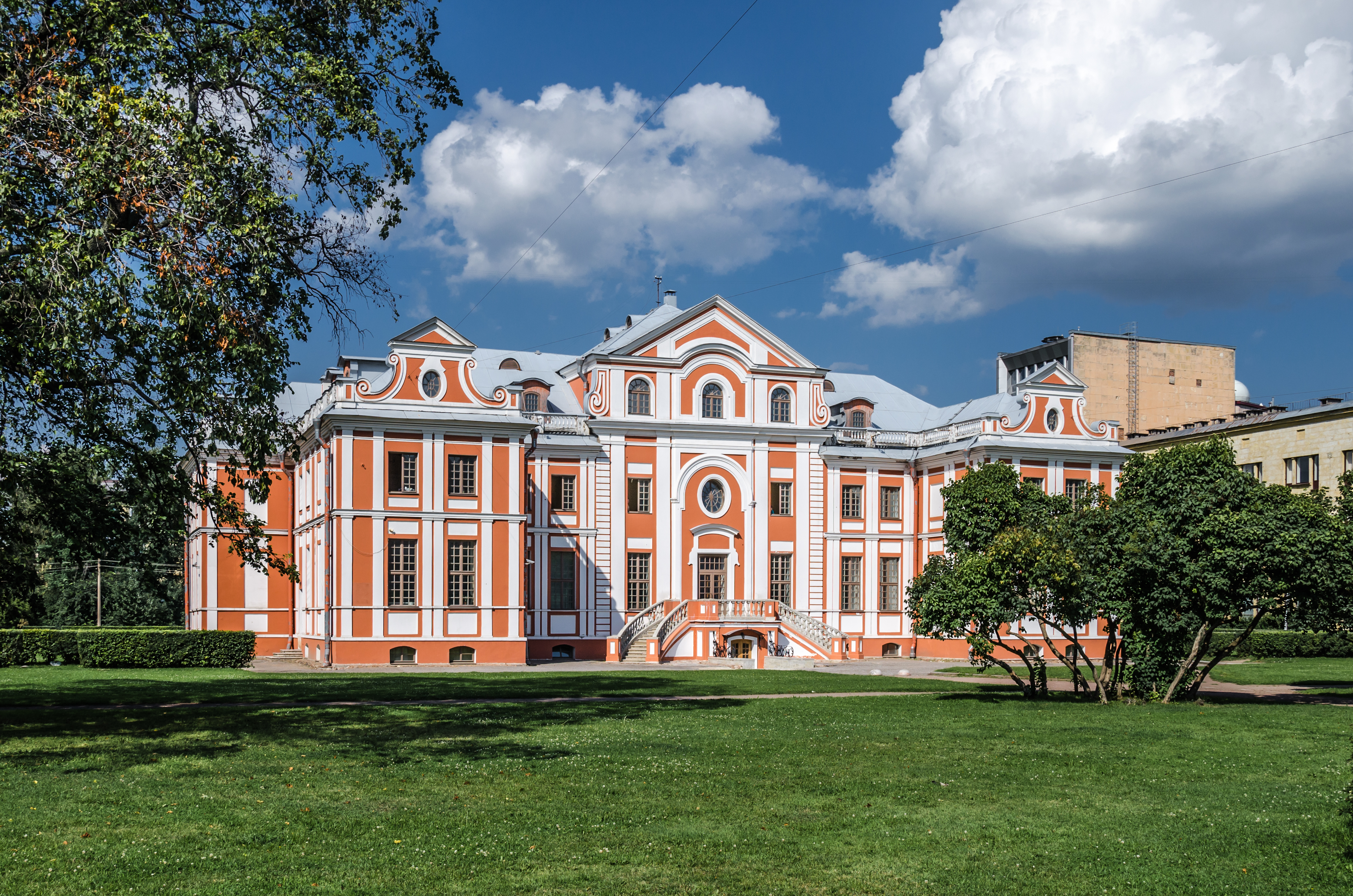
Кикины палаты
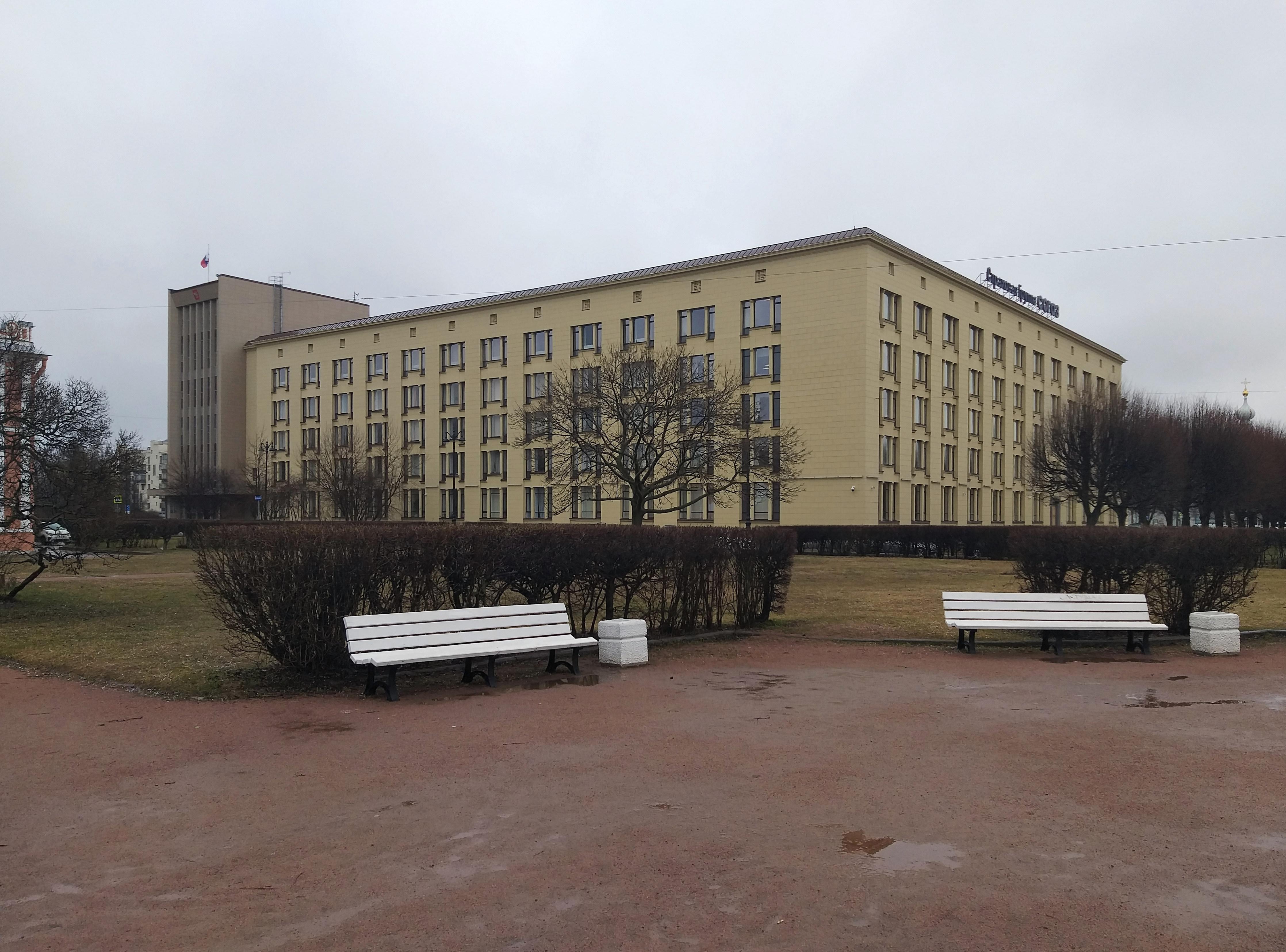
Юго-западный корпус ЛНИРТИ, выходящий на Шпалерную ул. и Ставропольский пер. (после надстройки)
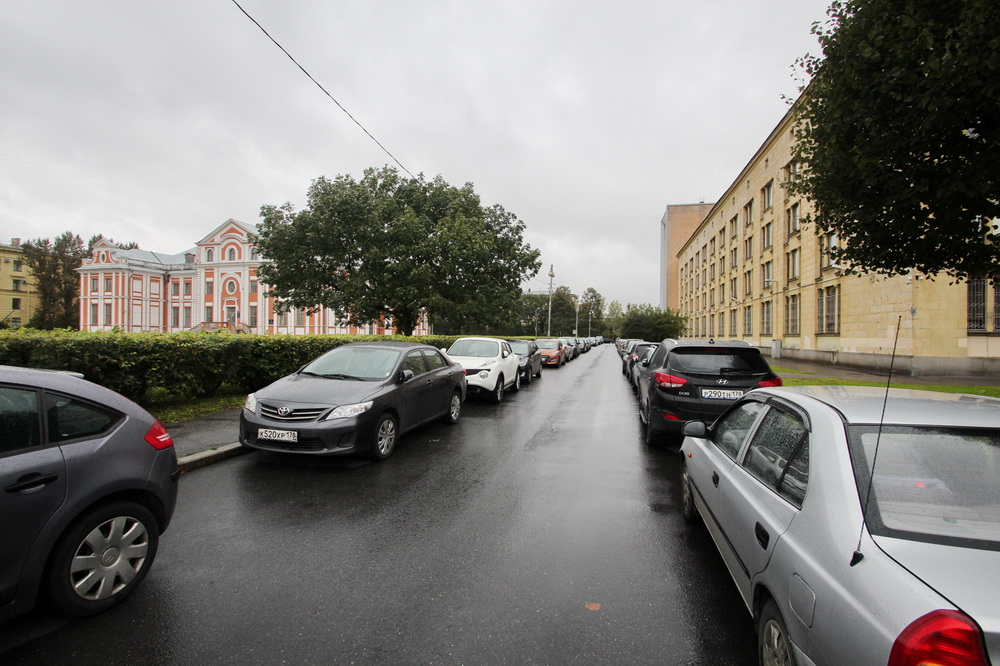
Ставропольский переулок в 2016 году; справа — корпус ЛНИРТИ до надстройки